# Ceylon (Minnesota)
Ceylon – miasto w Stanach Zjednoczonych, w stanie Minnesota, w hrabstwie Martin.